# Strzelanina w Uherskim Brodzie
Strzelanina w restauracji „Družba” – wydarzenie, do którego doszło dnia 24 lutego 2015, w Uherskim Brodzie, we wtorek o 12:30. Uzbrojony 63-letni miejscowy mieszkaniec Zdeněk Kovář zastrzelił osiem osób, a jedną ciężko ranił. Niecałe dwie godziny po masakrze, przy akcji policyjnej jednostki interwencyjnej, morderca popełnił samobójstwo. Przed jego popełnieniem rozmawiał telefonicznie z redaktorem telewizji Prima, któremu skarżył się na szykanowanie i obojętność ze strony urzędów. Komendant główny policji Tomáš Tuhý w reakcji na zdarzenie stwierdził, że policja nie spotkała się jeszcze z takim przypadkiem. Jest to drugie pod względem liczby ofiar masowe zabójstwo w historii Republiki Czeskiej (morderstwa na podobną skalę dokonała jeszcze Olga Hepnarová), a według niektórych mediów dzień masakry był najczarniejszym dniem w historii miasta.

## Przebieg wydarzeń
Sprawca wszedł o 12:30 do restauracji, która znajduje się na pierwszym piętrze budynku pod adresem Slovácké náměstí 2066. Na schodach wyprzedził go w tym czasie gość restauracji, Petr Gabriel, który opisał sprawcę jako starszego, posiwiałego człowieka w niebieskiej kurtce. Gość zmierzał do ubikacji, gdzie później, jak usłyszał strzały, został jeszcze kilka godzin, dzięki czemu przeżył. Sprawca po wejściu na salę z nabitą bronią (pistolet CZ 75B i rewolwer Alfa wzór 820) zaczął bezzwłocznie strzelać bez ostrzeżenia. O 12:38 policja dostała pierwszą informację o strzelaninie od człowieka, któremu udało się uciec tylnym wyjściem przy pomocy personelu. O 12:47 oficer operacyjny przekazał informację dalej i na miejsce wyruszył najbliższy patrol. Według innych informacji policyjnych o 12:47 patrol policji już dotarł na miejsce.
Strzelaninę rzekomo zgłosił Vlastimil Šmíd, kierownik Centrum aktywności pływackich "Delfín", które znajduje się obok restauracji. W nim ukryło się czterech ludzi, którzy uciekli tylnym wyjściem, które otworzył im personel. Centrum pływackie było potem na rozkaz policji zamknięte. Właściciel restauracji Pavel Karlík również uciekł tylnym wyjściem razem z gośćmi.
O 12:50 na miejsce dotarł dwuosobowy patrol miejscowego oddziału policji w kamizelkach kuloodpornych, po czym zaczął wchodzić po schodach do restauracji. Gdy dotarli z bronią w rękach do drzwi, sprawca zaczął do nich strzelać ukryty za barową ladą z przeciwległego rogu pomieszczenia. Patrol widział w restauracji wiele różnie siedzących i leżących ludzi, ale nie był w stanie stwierdzić, czy są oni ranni, czy martwi. Policjanci wzywali sprawcę do poddania się, a gdy ten nie reagował, rozważali użycie broni. Funkcjonariusze podjęli decyzję, że konieczne jest wezwanie posiłków, dlatego wycofali się z restauracji.
O 12:56 napastnik zadzwonił na linię spraw kryminalnych telewizji Prima. Przedstawił się imieniem i nazwiskiem. Poskarżył się na swoje problemy i oznajmił, że bierze sprawy w swoje ręce oraz że ma pistolet i zakładników. Podczas rozmowy podał nazwę placu, na którym znajduje się restauracja, ale podania nazwy lokalu odmówił. Redaktor Pavel Lebduška, były policjant, starał się przedłużać rozmowę (trwała około 4 minuty, w tym czasie nie było słychać żadnych ruchów w tle), a bezpośrednio po niej zadzwonił na numer alarmowy. Dostał informację od policji, że na miejsce zostaną wysłane dwa patrole, aby zweryfikowały sytuację. Później policja odmówiła mediom sprecyzowania momentu, w którym przyjęła telefon od redaktora. Według pierwszych komunikatów sprawca miał dzwonić do redakcji jeszcze przed atakiem, co jednak zostało zakwestionowane przez ministra spraw wewnętrznych. Później minister spraw wewnętrznych twierdził, że sprawca dzwonił do telewizji Prima dopiero wtedy, gdy zastrzelił 8 ludzi.
Po 13:00 dotarła na miejsce policyjna jednostka interwencyjna i policyjny negocjator, któremu udało się połączyć telefonicznie ze sprawcą. Napastnik okłamał negocjatora, że wszyscy ludzie wewnątrz są jeszcze żywi. Po nieudanych negocjacjach jednostka interwencyjna wkroczyła do restauracji. Do akcji były włączone dziesiątki policjantów. 
O 14:16, gdy restauracja była jeszcze otoczona a policja nie miała sytuacji pod kontrolą, burmistrz Uherskiego Brodu w relacji na żywo dla czeskiej telewizji podał, że według informacji jego asystentki w obiekcie znajduje się jej mąż. Minister spraw wewnętrznych Milan Chovanec oskarżył później burmistrza o zagrożenie bezpieczeństwa ukrywającego się mężczyzny.
O 14:23 jednostka interwencyjna wkroczyła do restauracji, a chwilę potem stwierdziła, że sprawca zastrzelił się podczas akcji.
Około 15:30 minister spraw wewnętrznych publicznie oświadczył, że ma informację o ośmiu ofiarach, a także, że zginął również napastnik. Według twierdzeń burmistrza sprawca zastrzelił się sam, czego ani policja ani przedstawiciele państwowi nie komentowali. Zabitych zostało 7 mężczyzn w przedziale wiekowym 27-66 i kobieta w wieku 43 lat, która była kelnerką. Do ofiar napastnik strzelał przeważnie w głowę, co utrudniło ich identyfikację. Jedna kobieta, księgowa restauracji, która jednak do lokalu nie przyszła służbowo, ale jako klientka, była przewieziona do szpitala w ciężkim stanie z postrzeloną klatką piersiową. Burmistrz podał, że według dowódcy akcji napastnik wystrzelił aż 25 razy. Sprawca musiał więc podczas ataku dobijać i zmieniać magazynki.
Na miejsce zbrodni jeszcze tego samego dnia o 17:37 dotarł minister Milan Chovanec i komendant główny policji Tomáš Tuhý. W trakcie akcji policyjnej był od 13:50 do 16:32 także zatrzymany ruch na pobliskim szlaku kolejowym. 
Policja na niedalekim osiedlu Olšava otoczyła stary i zaniedbany domek szeregowy, gdzie sprawca mieszkał wraz z żoną. Kobieta zabarykadowała się w środku i odmówiła otworzenia, dopóki jej mąż nie wróci.  Policja odłączyła zasilanie elektryczne na całej ulicy (już około 20:00 cały budynek był ciemny), a o 23:00 wtargnęła do mieszkania z pomocą straży pożarnej przy użyciu piły spalinowej. Po około 20 minutach z domu wyprowadzono widocznie zdruzgotaną żonę napastnika, która następnie została przekazana pod opiekę szpitala psychiatrycznego, gdzie jednak nie przebywała w trybie zatrzymania. 

## Napastnik
Napastnik, 63 letni Zdeněk Kovář, mieszkał ze swoją żoną Jarmilą Kovářovą w domku szeregowym na niedalekim osiedlu Olšava. Wcześniej pracował jako elektryk, jego ostatnim zatrudnieniem była praca w firmie przetwórstwa drewna, w okresie przed strzelaniną był niezatrudniony przez około 10 lat. 
Nigdy nie był karany. Według miejscowego policjanta wraz ze swą małżonką wielokrotnie naruszał porządek publiczny. Od lokalnych mieszkańców serwis iDnes.cz dowiedział się, że obaj małżonkowie byli niestabilni psychicznie. Kobieta często krzyczała w obłąkany sposób z okna na ulicę lub pluła na ludzi. Twierdziła, że jest obserwowana z kosmosu. Było wiadome, że rodzina ma w domu broń, a kobieta podobno raz krzyczała z okna, że wszystkich zabije. iDnes.cz nadmienił, że mężczyzna według oficjalnych informacji nie leczył się psychiatrycznie. Żona leczyła się na schizofrenię, przy czym, według mieszkańców, czasami nie brała leków lub piła alkohol i wtedy jej zachowanie było jeszcze gorsze. Ani burmistrz miasta Uherský Brod, ani państwowi przedstawiciele nie potwierdzili niepoczytalności albo jakichkolwiek problemów tego małżeństwa z policją. 
Mężczyzna był według jednej z jego sąsiadek "dziwny i ciągle zaszyty w domu". Inny sąsiad, według Novinek.cz, powiedział, że i on zachowywał się jak psychopata i często nakłaniał żonę, aby zachowywała się jak niepoczytalna i wściekała się na ulicy. Według innych sąsiadów miejscowi czasami widywali go grzebiącego w śmietnikach i uważali go raczej za nieszkodliwego błazna, który w przeszłości nigdy nie przejawiał się agresją.
Psycholog Jiří Jelen dla iDnes.cz nadmienił przypuszczenie, że sprawca był aspołecznym człowiekiem, w którym agresja sukcesywnie wzrastała, co otoczenia nie musiało wcale niepokoić, a później wystarczył nawet banalny pretekst do tego, aby swój morderczy plan uskutecznił. Psycholog Daniel Štrobl wyjaśnił, że szaleńcy często działają z wielkiego poczucia bezsiły, który muszą zrównoważyć ogromną siłą, której wyrazem jest właśnie strzelanie do ludzi. iDnes.cz przypomniał, że podobna nienawiść i poczucie krzywdy wobec społeczeństwa motywowała do zemsty i Olgę Hepnarovą, która w 1973 roku zabiła 8 ludzi samochodem ciężarowym.
Sprawca był posiadaczem płatnego pozwolenia na broń, a obie użyte bronie były jego własnością i posiadał je legalnie. Według krajowego szefa policji Czeskiej Republiki Jaromíra Tkadlečka mężczyzna spełniał wszystkie warunki do tego, aby posiadał broń i pozwolenie na nią, a do dnia ataku nie istniał prawny powód do tego, aby bronie zostały mu odebrane albo żeby została wprowadzona inna sankcja zgodna z prawem o broni i amunicji. Jego ojciec według niektórych informacji wcześniej pracował w czeskich zakładach zbrojeniowych - Česká zbrojovka Uherský Brod.

## Ofiary
W uherskobrodzkim kościele Niepokalanego Poczęcia Najświętszej Maryi Panny 3 marca 2015 roku odbyła się ekumeniczna msza w intencji ofiar.
Dla uczczenia ofiar w czwartek 5 marca 2015 roku w południe zabrzmiały syreny, z powodu czego został odwołany planowy test syren poprzedniego dnia.

## Reakcje
O strzelaninie informowały największe światowe media, łącznie z kanałem informacyjnym CNN.
Minister Milan Chovanec bezpośrednio po akcji oznajmił, że nie był to atak terrorystyczny i zasugerował możliwe ograniczenie ilości pozwoleń na broń. Według niego ataku nie można było uniknąć, a patrol, który przybył na miejsce i nie interweniował bezpośrednio, tylko się wycofał, uniemożliwił sprawcy poruszanie się po mieście.
Burmistrz Uherskiego Brodu, Patrik Kunčar, bezpośrednio po akcji policyjnej przekazał mediom, że masakrę ma na sumieniu psychicznie chory mężczyzna i błąd tkwi w systemie oraz że "trochę przesadzono z demokracją", ponieważ jeśli chory psychicznie człowiek jest niebezpieczny dla swojego otoczenia, powinien być pod dozorem lekarskim, a nie na ulicach.
Premier Bohuslav Sobotka ze swojej zagranicznej wizyty przekazał, że jest zszokowany i wyraził głęboki żal i współczucie rodzinom i krewnym ofiar. Rzecznik prezydenta Miloša Zemana, Jiří Ovčáček, przekazał na Twitterze, że pan prezydent wyraża głębokie współczucie rodzinom i bliskim ofiar strzelaniny i że atak pana prezydenta zszokował. Na piątek 27 lutego prezydent zaplanował położyć w Uherskim Brodzie kwiaty. Niemiecka kanclerz Angela Merkel napisała w telegramie do czeskiego premiera, że napełnia ją głęboki smutek, gdy ludzie stają się ofiarami masowej przemocy i wyraziła mu i ludziom w Czechach szczere współczucie.
Drugiego dnia po masakrze, 25 lutego od 10:00, przy restauracji zgromadziło się od dwustu do trzystu osób, które dwa miejsca przed budynkiem wypełnili mnóstwem zniczy. Uczestnictwo w zgromadzeniu potwierdzili radni Uherskiego Brodu i cała administracja słowackiego miasta partnerskiego Nové Mesto nad Váhom na czele z burmistrzem Jozefem Trstenskim.
Samorząd miasta Uherský Brod na drugi dzień po masakrze na swoim planowanym posiedzeniu wyznaczył z budżetu miasta pół miliona koron na przyznanie wsparcia finansowego bliskim ofiar strzelaniny i ogłosił też na ten cel publiczną zbiórkę.
Miasta partnerskie Havlíčkův Brod, Železný Brod, Český Brod i Vyšší Brod wywiesiły 25 i 26 lutego czarne flagi i wysłały kilkadziesiąt tysięcy koron na zbiórkę pieniędzy dla bliskich ofiar.
Ministerstwo spraw wewnętrznych dzień po wydarzeniu zapowiedziało, że chce zwiększyć efektywność działania prawa o broni w zakresie weryfikacji stanu zdrowia. Jednym z przewidywanych środków byłoby umożliwienie lekarzom bezpośredniego dostępu do Centralnego Rejestru Broni, który był uruchomiony 1 lipca 2014 roku.
Jeden z gości, któremu udało się uciec podczas strzelaniny z restauracji, Jiří Nesázal, został odznaczony Nagrodą Michala Velíška roku 2015 za ochronę kilku ludzi przed napastnikiem. Dnia 28 października 2016 prezydent Miloš Zeman przyznał Jiřímu Nesázalowi Medal Za Bohaterstwo za przejaw odwagi obywatelskiej podczas ataku.